# Christian Hoelzke
Christian Hoelzke (* 5. Juli 1962 in Ost-Berlin) ist ein deutscher Schauspieler und Regisseur.

## Leben
Christian Hoelzke wurde 1962 in Berlin-Mitte als Sohn der Schauspielerin Evamaria Bath und des Regisseurs Hubert Hoelzke geboren. Seine erste Rolle spielte er an der Seite seiner Eltern im Jahr 1967 im Alter von vier Jahren in dem Film Anatomie eines Justizmordes aus der Fernsehreihe Kriminalfälle ohne Beispiel, dem noch weitere Kinderrollen folgten. Von 1969 bis 1979 besuchte er die 15. Polytechnische Oberschule Walentina Tereschkowa im Berlin-Karlshorster Römerweg. Obwohl er kein Berufsschauspieler werden wollte, bewarb er sich während seiner Zeit bei der Nationalen Volksarmee für ein Studium an der Schauspielschule, um für diesen Zweck Sonderurlaub zu bekommen. Zu seiner Überraschung wurde er angenommen und studierte von 1984 bis 1988 an der Theaterhochschule „Hans Otto“ in Leipzig. Erste Theaterengagements hatte er in Stralsund, Stendal und Plauen, gefolgt von zahlreichen weiteren Theatern. So wirkte er zum Beispiel von 2006 bis 2015 neun Jahre am Berliner Kriminal Theater und absolvierte dort fast 1000 Vorstellungen. An einigen Theatern führte er auch Regie. In mehreren Produktionen von Film- und Fernsehgesellschaften stand er vor der Kamera. Zu Beginn seiner schauspielerischen Tätigkeit trat er unter dem Namen Christian Hoelzke auf, den er in späteren Jahren in Christian A. Hoelzke änderte.
Christian Hoelzke wohnt in Berlin.

## Filmografie
- 1983: Polizeiruf 110: Es ist nicht immer Sonnenschein (Fernsehreihe)
- 1988: Polizeiruf 110: Eine unruhige Nacht
- 2000: Streit um drei (Gerichtsshow, 1 Episode)
- 2008: Und Jimmy ging zum Regenbogen
- 2010: Lasko – Die Faust Gottes (Fernsehserie, 1 Episode)
- 2016: Duell der Brüder – Die Geschichte von Adidas und Puma (Fernsehfilm)
- 2020: SOKO Wismar (Fernsehserie, 1 Episode)

## Theater

### Schauspieler
- 1986: Peter Turrini: Der tollste Tag – Regie: Wolfgang Fleischmann/Gerhard Neubauer (Theaterhochschule Leipzig – Theatergarten Wächterstraße)
- 1989: Pierre Carlet de Marivaux: Der Streit (Pierre Carlet de Marivaux) – Regie: Kai Festersen (Theater der Bergarbeiter Senftenberg)
- 1989: Molière: Der Arzt wider Willen (Scanarelle) – Regie: Kai Festersen (Stralsunder Theater)
- 1990: Gotthold Ephraim Lessing: Nathan der Weise – Regie: Peter Röll (Stralsunder Theater)
- 1991: Johann Wolfgang von Goethe: Der Tragödie erster Teil – Regie: Thomas Bischoff (Theater Stendal)
- 1993: Carl Sternheim: Die Hose (Scarron) – Regie: Peter Volksdorf (Vogtlandtheater Plauen)
- 1993: William Shakespeare: Ein Sommernachtstraum (Puck) – Regie: Kai Festersen (Vogtlandtheater Plauen)
- 1994: Max Frisch: Biedermann und die Brandstifter (Biedermann) – Regie: Reinhart Hellmann (Mittelsächsisches Theater Freiberg)
- 1995: Patrick Süskind: Der Kontrabaß (Kontrabassist) – Regie: Hubert Hoelzke (Elbe-Elster-Theater|Mitteldeutsches Landestheater Wittenberg)
- 1996: William Shakespeare: Macbeth (Shakespeare)|Macbeth (Macduff) – Regie: Arne Retzlaff  (Theater Zwickau)
- 1997: Molière: Tartuffe (Tartuffe) – Regie: Axel Vornam (Theater Zwickau)
- 1997: Bertolt Brecht: Der kaukasische Kreidekreis (Simon) – Regie: Axel Richter (Theater Zwickau)
- 1998: William Shakespeare: Ein Sommernachtstraum (Zettel) – Regie: Arne Retzlaff (Theater Zwickau)
- 1999: Carlo Goldoni: Der Diener zweier Herren (Pantalone) – Regie: Kai Festersen (L`illustre théâtre Berlin)
- 2000: Molière: Der Geizige (Harpagon) – Regie: Peter Ibrik (Compagnie de Comédie Rostock)
- 2000: Heiner Müller: Der Auftrag (Mann im Fahrstuhl) – Regie: Andreas Nattermann (Nationaltheater Luxemburg)
- 2001: John Steinbeck: Von Mäusen und Menschen (White/Chef) – Regie: Gerhard Weber (Landesbühne Hannover)
- 2001: Oliver Bukowski: Londn – L.Ä. – Lübbenau (Herrmann) – Regie: Nils Düwell (Theater Lübeck)
- 2001: William Shakespeare: Der Widerspenstigen Zähmung (Grumio) – Regie: Helmut Schorlemmer (Freilichtspiele Schwäbisch Hall)
- 2002: Gotthold Ephraim Lessing: Nathan der Weise (Saladin) – Regie: Jürgen Kern (Klassik am Meer Koserow)
- 2003: Bertolt Brecht: Der aufhaltsame Aufstieg des Arturo Ui (Clark, Chauffeur) – Regie: Peter Kupke (Euro-Studio Landgraf)
- 2003: Umberto Eco: Der Name der Rose (Benno, Alinardus) – Regie: Vera Oelschlegel (Theater des Ostens)
- 2004: George Bernard Shaw: Die heilige Johanna (Bertrand de Poulengey) – Regie: Jürgen Kern (Theater des Ostens)
- 2005: Jewgeni Schwarz: Der nackte König (Erster Minister) (Theatersommer Netzeband)
- 2006: Agatha Christie: Zeugin der Anklage (Mayhew/Dr. Waith/Thomas Cleck) – Regie: Wolfgang Rumpf (Berliner Kriminal Theater)
- 2007: Agatha Christie: Die Mausefalle (Paravicini) – Regie: Wolfgang Rumpf (Berliner Kriminal Theater)
- 2007: Henning Mankell: Vor dem Frost (Torgeir Langaas) – Regie: Wolfgang Rumpf (Berliner Kriminal Theater)
- 2008: Arthur Conan Doyle: Der Hund von Baskerville (Barrymore) – Regie: Wolfgang Rumpf (Berliner Kriminal Theater)
- 2009: Rolf Schneider: Bewerbungen (Joseph Fouché) – Regie: Peter Ibrik (Theater im Schokohof)
- 2009: Joseph Kesselring: Arsen und Spitzenhäubchen (Leutnant Rooney) – Regie: Wolfgang Rumpf (Berliner Kriminal Theater)
- 2010: Reginald Rose: Die zwölf Geschworenen (4. Geschworener) – Regie: Wolfgang Rumpf (Berliner Kriminal Theater)
- 2010: Alf Mahlo: Die zauberhafte Nacht der Nymphen! (Hausmeister) – Regie: Mario Gericke (Schloss Moritzburg)
- 2011: Agatha Christie: Und dann gabs keines mehr (Rogers) – Regie: Wolfgang Rumpf (Berliner Kriminal Theater)
- 2013: Sebastian Fitzek: Der Seelenbrecher (Dr. Raßfeld) – Regie: Wolfgang Rumpf (Berliner Kriminal Theater)
- 2013: Werner Buhss: Mann außer Haus (Dr. Schneider) – Regie: Peter Ibrik (Theaterkapelle Berlin)
- 2016: Sophokles: Elektra (Lehrer des Orest) – Regie: Barbara Neureiter (Das Meininger Theater)
- 2017: René Heinersdorff: Sei lieb zu meiner Frau (Karl) – Regie: Klaus Stephan (Stadttheater Köpenick)
- 2018: Rainer Lewandowski: Heute wieder Hamlet (Ingo Sassmann) – Regie: Klaus Gendries (Stadttheater Köpenick)
- 2019: Peter Dehler: Die Olsenbande dreht durch (Benny) – Regie: Klaus Gendries (Stadttheater Köpenick)
- 2020: Friedrich Dürrenmatt: Die Physiker (Inspektor Voss) – Regie: Herbert Olschok (Euro-Studio Landgraf)

### Regisseur
- 1991: John Kander/Fred Ebb nach Manuel Puig: Kuss der Spinnenfrau – auch Rolle als Molina (Stralsunder Theater)
- 1993: Paul Maar: Kikeriekiste – auch Rolle als Bartholomäus (Vogtlandtheater Plauen)
- 2015: Mario Gericke: LARORANJA und das Licht der Liebe – Regie mit Mario Gericke und mehrere Rollen (Waldbühne Altenbrak)
- 2015: Brüder Grimm: Schneeweißchen und Rosenrot – auch Rolle als Zwerg (Waldbühne Altenbrak)